# Nicolas-Léopold Liébault
Nicolas-Léopold Liébault (* 1723 Nancy; † 1795) war ein französischer Offizier,  Autor und Enzyklopädist.

## Leben und Wirken
Er war der Sohn eines Advokaten und wurde in Nancy geboren. Sein Bruder war der Nicolas-François-Xavier Liébault (1716–1800).
Liébault redigierte die Artikel former, dresser, und fuite für die Encyclopédie von Denis Diderot und Jean-Baptiste le Rond d’Alembert.
Die beiden Brüder dienten als Offiziere während des Beginns des Siebenjährigen Krieges von ungefähr 1756 bis 1758 im französischen Régiment Royal-Lorraine.